# Michael van der Horst
Michael van der Horst (Wageningen, 17 december 1898 - aldaar, 23 mei 1985) was een Nederlandse antiekhandelaar van Joodse afkomst. Tijdens de Tweede Wereldoorlog was hij vertegenwoordiger van de Joodse Raad in Wageningen.

## Levensloop
Van der Horst was de zoon van Salomon van der Horst en Anna van Thijn. Samen met zijn vader had Michael op het adres Bergstraat 22 een antiekzaak met de naam Salomon van der Horst en zn. In 1927 trouwde hij met Anna van Crevel (1900-1967), met wie hij twee kinderen kreeg, Siewert (1928) en Marcel (1932-2008). Het gezin woonde aan het Spijk 1a.
Na de Duitse inval in mei 1940 werd Wageningen geëvacueerd. Het gezin-Van der Horst kwam terecht in Lekkerkerk, maar kon na een week terugkeren. In november 1941 werd zijn winkel op last van de Duitse bezetter gedwongen gesloten omdat hij van Joodse afkomst was. Van der Horst was de vertegenwoordiger van de Joodse Raad in Wageningen. Van der Horst adviseerde iedereen onder te duiken. Via de verzetsman Cees Plomp kreeg het gezin valse persoonsbewijzen op naam van Van Hoeve. Ook werd er voor de rest van de oorlog voor geld en bonkaarten gezorgd. 
Van der Horst dook met zijn jongste zoon Marcel onder bij de familie Bosch aan de Kerkweg in Heelsum. Zijn vrouw Anna en oudste zoon Siewert vonden een schuilplaats bij de familie Van Middelkoop in Horssen. In het kleine huis van de familie Bosch waren nog drie Joodse onderduikers ondergebracht. Vanaf april 1944 vond ook Van der Horsts' schoonmoeder Josina van Crevel-de Winter er een schuilplaats. Zij leed aan niervergiftiging en overleed op 28 april 1944. Aanvankelijk werd ze in de tuin begraven, om na de oorlog herbegraven te worden op de Joodse begraafplaats in Wageningen. 
Na de Slag om Arnhem was Heelsum frontgebied en de bewoners moesten gedwongen vertrekken. Van der Horst vond onderdak op een boerderij in Lunteren, maar was te bekend omdat er ook veel andere evacuees uit Wageningen rondliepen. In december 1944 werd hij overgebracht naar Voorthuizen, waar hij tot de bevrijding meemaakte. Na de oorlog werd hij herenigd met zijn vrouw en twee zonen (Marcel van der Horst was in 1944 vertrokken naar Horssen).
Van der Horst pakte zijn leven weer op. In 1938 was hij penningmeester geworden van de Joodse gemeente in Wageningen. Die functie behield hij tot zijn dood in 1985. Het pand aan de Bergstraat waar zijn antiekwinkel huisde was zwaar beschadigd. Daarom huurde hij een pand op de Bergstraat 30, waar zijn winkel in december 1952 heropende. Op de plek van zijn oude winkel kwam een nieuwe winkel en woonhuis, waar het gezin in juli 1952 naar toe verhuisde. Na zijn dood sloot de winkel.